# Peggy Moffitt
Peggy Moffitt, ursprungligen Margaret Anne Moffitt, född 2 oktober 1937 i Los Angeles, död 10 augusti 2024 i Beverly Hills i Los Angeles, var en amerikansk fotomodell och skådespelare. Som modell var hon framför allt känd för sitt samarbete med modedesignern Rudi Gernreich och sin man fotografen William Claxton.

## Biografi
Moffit föddes 1937 som dotter till författaren Jack Moffitt (1901–1969). Vid mitten av 1950-talet hade hon mindre roller i filmer som You are never to Young (1955), Meet Me in Las Vegas (1956) och The Birds and the Bees (1956).
Moffitt fick i slutet av 1950-talet kontakt med fotografen William Claxton, med vilken hon från 1958 fram till hans död år 2008 var gift med. De har sonen Christopher Claxton, född 1973.
Genom Claxton lärde hon känna Rudi Gernreich, vilken hon kom att samarbeta med under lång tid. År 1964 kom fotografier som visade Moffitt i Gernreichs baddräkt Monokini att få mycket stor internationell uppmärksamhet.
År 1991 gav hon tillsammans med sin man ut en bok om Gernreichs verk.

## Musik
Mellan 2006 och 2012 gav hon ut skivor.